# John A. Macdonald
The Right Honourable Sir John Alexander Macdonald GCB KCMB PC PCC QC (Glasgow, 1815. január 11. – Ottawa, 1891. június 6.) Kanada első miniszterelnöke (1867–1873, 1878–1891). A Kanadai Konföderáció meghatározó alakja, politikai pályája csaknem fél évszázadot meghatározott.
Macdonald Skóciában született, gyermekkorában családja a ma Kelet-Ontarióban található felső-kanadai Kingstonba emigrált. Ügyvédként számos jelentős ügyben képviselte megbízóit, gyorsan Kingston prominens személyisége lett, a város 1844-ben Kanada tartomány jogalkotójának jelölte. 1857-ben miniszterelnök lett a gyarmat ingatag politikai helyzete időszakában.
1864-ben, amikor egyetlen párt sem bizonyult hosszú távon kormányzóképesnek, Macdonald elfogadta politikai riválisa, George Brown javaslatát, mely szerint a pártoknak Nagy Koalíciót kellene alakítani, hogy véghezvihessenek szövetségi és politikai reformokat. Az 1867. július 1-jei kiegyezéshez vezető tárgyalások vezetői közé tartozott, jelentős szerepe volt Kanada megszületésében, ő lett az új ország első miniszterelnöke is. Ezt a pozíciót 19 évig töltötte be, csak William Lyon Mackenzie King volt hosszabb ideig a poszton.
1873-ban a csendes-óceáni botrány után (pártját üzletemberek lefizették, hogy ők építhessék a Kanadai Csendes-óceáni Vasútvonalat) lemondott hivataláról. 1878-ban újraválasztották, 1891-es haláláig hivatalban is maradt. Legnagyobb sikerei között szerepelt az új domínium sikeres nemzeti kormányának felállítása, erős Konzervatív Pártot alakított ki, véghezvitte a National Policy nevű gazdasági reformot, befejezte a vasút megépítését. Harcolt a tartományok azon erőfeszítései ellen, hogy visszavegyék a hatalmat Ottawától. Legvitatottabb lépése, hogy 1885-ben jóváhagyta a Métis-vezető Louis Riel árulás miatti kivégzését, ez számos francia nyelvűt elidegenített pártjától. 1891-ben, hivatali ideje alatt hunyt el, ma kulcsszereplőnek tartják Kanada megszületésében.

## Gyermekkora (1815–1830)
John Alexander Macdonald a skóciai Glasgowban, Ramshorn községben született 1815. január 11-én. Édesapja, Hugh Macdonald sikertelen kereskedő volt, 1811. október 21-én vette feleségül Helen Shaw-t. John Alexander Macdonald volt öt gyermekük közül a harmadik. Miután Hugh Macdonald üzleti érdekeltségei miatt adósságba került, 1820-ban a család a felső-kanadai (ma Ontario keleti része) Kingstonba emigrált, ahol már több rokonuk is élt.
A Macdonaldok kezdetben egy másik családdal élt együtt, de később Hugh Macdonald egyik üzlethelyisége felé költöztek. Nem sokkal érkezésük után John öccse, James meghalt, miután egy rájuk vigyázó cseléd fejen ütötte. Miután Hugh üzlete becsődölt, a család a Greater Napanee-től délre található Hay Baybe költözött, ahol a családfő ismét sikertelen vállalkozásba kezdett. 1929-ben Hugh-t a Midland járás bírójává nevezték ki. John Macdonald édesanyja komoly hatással volt fiára, segítette félresikerült első házasságában és 1862-es haláláig komoly támasza maradt.
John kezdetben helyi iskolákba zárt, 10 éves korában a család összeszedte a pénzt arra, hogy a kingstoni Midland Járási Gimnáziumba küldhessék. Macdonald formális oktatása 15 évesen véget ért, ekkoriban ez volt a szokásos kor a tanulmányok befejezésére, a tehetősebb családok gyermekei ekkor kezdhették az egyetemet. Később azonban megbánta tanulmányai befejezését, és titkárának, Joseph Pope-nak megjegyezte, hogy ha járt volna egyetemre, írói pályát is befuthatott volna.

## Jogi pálya (1830–1843)

### Jogi képzése és pályája kezdetei (1830–1837)
Macdonald szülei úgy döntöttek, fiukból ügyvédet nevelnek, miután elhagyta az iskolát. Donald Creighton, aki az 1950-es években kétrészes életrajzot írt Macdonaldról, így írt: „a törvény a kényelem, befolyás, sőt az erő széles, kitaposott útja volt.” Ez „nyilvánvaló választás volt egy olyan fiú számára, aki hajlandó volt tanulni, de nem érdekelte a kereskedelem.” Macdonaldnak saját magának kellett megkeresnie a megélhetéséhez szükséges pénzt, mivel édesapja üzletei ismét becsődöltek. „Nem volt gyermekkorom, 15 éves koromtól saját magamnak kellett biztosítanom a megélhetésem” – mondta később.

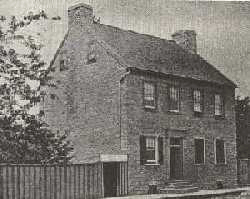
Pár hónappal első ügyvédi irodája 1835-ös megnyitása után testvéreivel és szüleivel egy Rideau úti két és fél szintes házba költözött

Macdonald gőzhajón utazott Torontóba (1834-ig York), ahol a Felső-Kanadai Jogi Társaság vizsgáján kellett átmennie, matematikai, latin és történelmi témájú kérdésekből. Brit Észak-Amerikában 1830-ig nem voltak jogi iskolák, a diákokat csak tanulmányaik kezdetén és végén vizsgáztatták. A két vizsga között gyakornokok voltak, vagy képzett ügyvédek mellett dolgoztak. Macdonald George Mackenzienél, egy feltörekvő fiatal ügyvédnél, a kingstoni skót közösség elismert tagjánál kezdett gyakornokoskodni. Mackenzie vállalati jogra specializálódott, később Macdonald is ezt a jövedelmező ágat folytatta. Ígéretes diáknak tűnt, 1833 nyarán ő vette át az iroda irányítását kis időre, mikor Mackenzie Alsó-Kanadába, Montrealba és Quebecbe (ma Quebec tartomány déli része) utazott üzleti ügyekben. Ugyanezen évben egy megbetegedett Mackenzie-unokatestvér irodáját kellett átvennie.
1834 augusztusában George Mackenzie a kolera áldozatául esett, Macdonald így továbbra is az unokatestvér hallowelli (ma Picton) irodájában maradt. 1835-ben visszatért Kingstonba, és habár még nem szerezte meg képesítését, elkezdett ügyvédként ténykedni, annak reményében, hogy korábbi alkalmazója ügyfeleit átveheti. Macdonald szülei és testvérei is visszatértek a városba, Hugh Macdonald banktisztviselőként kezdett dolgozni.
Nem sokkal, miután 1936 februárjában a a pulthoz hívták, két diákot irányítottak hozzá, később mindketten A Konföderáció Atyái lettek. Oliver Mowat Ontario miniszterelnöke, Alexander Campbell pedig szövetségi kabinetminiszter és Ontario kormányzóhadnagya lett. Első kliensei között volt egy 16 éves ír bevándorló, Eliza Grimason, aki egy bolttal kapcsolatban kért tanácsot, amit ő és férje meg akart vásárolni. Grimason később Macdonald leggazdagabb és leghűségesebb támogatója lett, talán intim kapcsolat is kialakult köztük. Macdonald több helyi szervezetbe is belépett, hogy ismertté váljon a városban, de nagy figyelmet kapó ügyeket is elvállalt, ő védte a gyermekeket megerőszakoló William Brass-t is. Habár ügyfelét végül felakasztották, Macdonald pozitív sajtóvisszhangot kapott. Életrajzírója, Richard Gwyn szerint:

„Drámai ügyeket vivő büntetőügyvédként ismertté vált a kingstoni üzleti közösségben. Most azon a területen szolgál, ahol élete messze legnagyobb területét töltené – a közvélemény bíróságán. De ott tanulta az érvelés és meggyőzés művészetét, ami egész politikai pályája során szolgálhatja.”

### Jogi felemelkedése (1837–1843)
Minden 18 és 60 év közötti felső-kanadai férfi az Ülő Hadsereg tagja volt, amelyet az 1837–1838-as lázadások során vetettek be. Macdonald közlegényként szolgált, Kingston környékén járőrözött, de a városban nem került sor harci cselekményekre, így lőnie sem kellett az ellenségre.
Habár a felső-kanadai lázadás legtöbb pere Torontóban folyt le, egy per Kingstonba is került, Macdonald itt is védőügyvédként volt jelen. Mindenkit felmentettek, egy helyi lap Macdonaldot „a tartomány legfiatalabb ügyvédjeként, aki gyorsan fejlődik szakmájában” jellemezte.

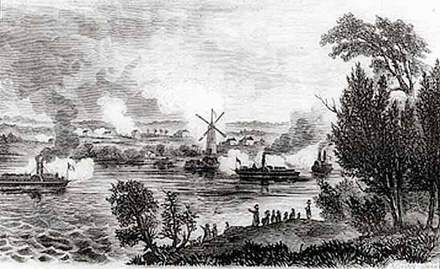
A Szélmalom Csatája a felső-kanadai Prescottnál (1838. november 13.)

1838 végén egy amerikai rablóbanda, lépte át a határt, hogy Kanadát „felszabadítsák” a brit gyarmati elnyomás alól. Az önjelölt hősök a Prescott melletti „Szélmalom Csatájában” vereséget szenvedtek, de 16 kanadait megöltek, 60-at megsebesítettek. A közvélemény a rabok ellen fordult, azzal vádolták őket, hogy egy halott kanadai hadnagy holttestét megcsonkították. Donald Creighton szerint Kingston „őrült dühvel és félelemmel” állt az eset után. Macdonald szívesen képviselte őket, de erre nem kerülhetett sor, mivel hadbíróság elé kellett állniuk, polgári ügyvédek nem szólhattak bele. Daniel George kingstoni rokonai kérésére Macdonald beleegyezett, hogy a rabok pénztárosának és más elítélteknek is tanácsokat ad, hogyan védekezzenek. Georgeot elítélték és felakasztották. Donald Swainson szerint „1838-ra Macdonald bebiztosította pozícióját. Közszereplő, népszerű fiatalember, profi ügyvéd volt.”
Macdonald folytatta ügyvédi praktizálását, közben több, főként kingstoni vállalat élére is kinevezték. Egyszerre volt az újonnan alapított Midland Járási Kereskedelmi Bank ügyvédje és igazgatója. Az 1840-es évek során ingatlanokba fektetett komoly összegeket, Toronto belvárosában is vásárolt kereskedelmi ingatlanokat. Azonban valamilyen betegséggel küszködött, ráadásul 1841-ben elhunyt édesapja is. A beteg és gyászoló Macdonald 1842 elején úgy döntött, hosszabb utazást tesz Nagy-Britanniába. Sok pénzt vitt magával, az utazás előtti három napot lanteroozással töltötte, a kártyajátékon komoly összegeket nyert. Két hónapos nagy-britanniai tartózkodása során unokatestvérével, Isabella Clarkkal is találkozott. Hazaírt leveleiben nem említette megismerkedésük körülményeit, ezek nem ismertek. 1842 végén Isabella testvérlátogatásra Kingstonba utazott, csaknem egy évvel később, 1843. szeptember 1-én összeházasodott Johnnal.

## Politikai felemelkedése (1843–1864)

### Parlamenti előmenetel (1843–1857)

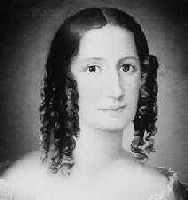
Isabella Clark Macdonald arcképe (ismeretlen festő)

1843 februárjában Macdonald bejelentette, indul Kingston Negyedik Osztályában aldermanként. 1984. március 29-én ünnepelhette első választási győzelmét, 156 szavazatot kapott, míg ellenfele, Jackson ezredes csak 43-at. Saját bevallása szerint első bukását is itt szenvedte el: az őt ünneplő polgárok véletlenül leejtették a kavicsos útra.
Az Egyesült Királyság parlamentje 1841-ben egyesítette Alsó-és Felső-Kanadát Kanada tartományba. Az új közigazgatási egység fővárosa kezdetben Kingston volt, a két korábbi tartomány Nyugat-Kanada és Kelet-Kanada néven folytathatta. 1844 márciusában helyi üzletemberek rávették, hogy konzervatív színekben elinduljon az októberi választáson. Macdonald a korabeli szokások alapján jelentős alkoholmennyiséget biztosított szavazóinak. Ez még a titkos szavazás bevezetése előtt volt, Macdonald 275 „kiáltással” verte meg a mindössze 42-t kapó Antony Manahant. Ekkoriban a Törvényhozó Közgyűlés Montrealban ülésezett. Macdonald sosem volt igazi szónok, nem kedvelte a látványos akciókat, e helyett egy „piaci rést” kihasználva a választásjog és parlamenti eljárás szakértőjévé vált.
1844-ben Isabella megbetegedett, és habár felépült, a következő évben állapota rosszabbodott, tehetetlenné vált. John Macdonald az egyesült államokbeli Savannahba vitte, remélve, hogy a tengeri levegő segít rajta. A politikus hat hónap után visszatért Kanadába, de párja három évig nem térhetett haza. legközelebb 1846 végén látogatta meg New Yorkban, majd pár hónappal később, mikor megtudta, hogy Isabella gyermeket vár. 1847 augusztusában született meg fiuk, ifj. John Alexander Macdonald, de mivel Isabella még mindig beteg volt, rokonok gondoskodtak a csecsemőről.
Habár felesége betegsége sok időt elvett tőle, szakmájában és a politikában is rendületlenül haladt előre. 1846-ban királynői tanácsos lett. Ugyanezen évben felajánlották neki a Kanada főügyvédje (kormányon kívüli) pozíciót, de elutasította. 1847-ben William Henry Draper miniszterelnök Általános Vevőnek nevezte ki, ehhez viszont le kellett mondania ügyvédi irodájának jövedelméről és idejének nagy részét Montrealban, Isabellától távol kellett töltenie. 1848 decemberében és 1849 januárjában választásokat tartottak. Macdonaldot újjáválasztották Kingstonban, de pártja helyeket veszített, így a törvényhozás márciusi összehívásakor le kellett mondaniuk. Mikor a parlament nem ülésezett, visszatért Kingstonba, júniusban Isabella is csatlakozott hozzá. Augusztusban gyermekük hirtelen elhunyt. 1850 márciusában született meg második gyermekük, Hugh John Macdonald. John így írt erről: „Majdnem visszakaptuk Johnnyt!” Macdonald ekkoriban lett alkoholista, nyilvános helyen és egymagában is gyakran a pohár fenekére nézett; a magánéletét kutató Patricia Phenix ezt családi problémáiból következteti.
A liberálisok, vagy Sötétbarnák az 1851-es választás után is hatalomban maradtak, de hamarosan parlamenti botrány osztotta meg őket. Szeptemberben a kormány lemondott, így a tartomány két részéről érkező pártok koalíciót kötöttek Allan MacNab vezetésével. Macdonaldnek komoly érdemei voltak a szerződés megkötésében, főügyészként szolgált. Az 1854-ben hatalomra jutó koalíció Liberális-Konzervatív Pártként (röviden Konzervatívok) vált ismertté. 1855-ben a kelet-kanadai (ma Quebec) George-Étienne Cartier is csatlakozott a kormányhoz. Cartier 1873-as haláláig Macdonald politikai partnere volt. 1856-ban MacNab helyét Macdonald vette át a Nyugat-kanadai Konzervatívok élén. Habár a gyakorlatban ő irányított, hivatalosan főügyész maradt Étienne-Paschal Taché miniszterelnök mögött.

### Gyarmati vezető (1858–1864)

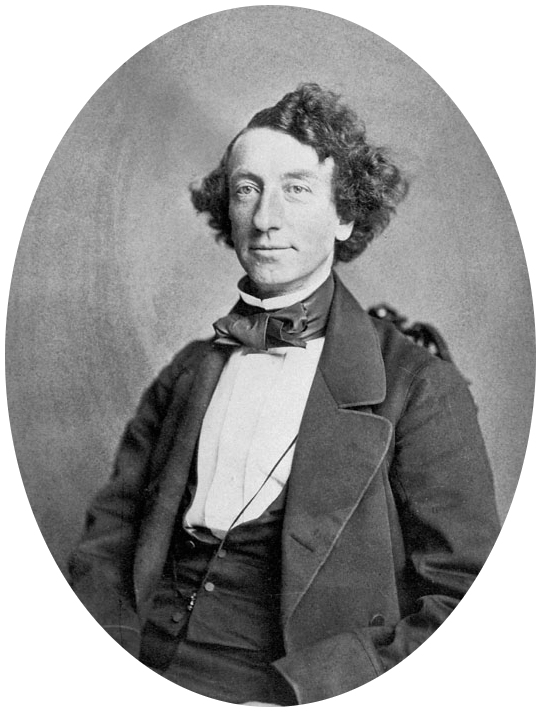
John A. Macdonald 1858-ban

1857 júliusában Nagy-Britanniába utazott a kanadai kormány projektjeit reklámozni. Kanadába visszatérése után a nyugdíjba vonuló Taché helyére miniszterelnöknek nevezték ki, a következő választásokon már ő vezette a konzervatívokat. Macdonaldot 1189 szavazattal választották újra Kingstonban, John Shaw mindössze 9 voksot kapott, később függönnyel akasztotta fel magát, párttársai azonban gyengén szerepeltek, csak a francia anyanyelvűeknek volt köszönhető, hogy hatalmon maradtak. December 28-án Isabella elhunyt, egyedül hagyva Macdonaldot hétéves fiukkal, akit apai nagynénje és annak férje neveltek fel.
A közgyűlés megszavazta, hogy a székhelyet véglegesen áthelyezzék Quebec városába. Macdonald ezt ellenezte, így hatalmát felhasználva 1857-ben Viktória királynőre bízva a döntést. A főleg kelet-kanadai ellenzők szerint az uralkodó ilyen távolságból nem tudna jó döntést hozni, a kanadai minisztereitől kellene segítséget kérnie. Mindazonáltal elfogadták Macdonald azon javaslatát, hogy még három évig Quebecben marad a kormány, mielőtt a végleges fővárosba költöznének. Macdonald magánúton kérte a Gyarmati Hivatalt, hogy biztosítsák azt, hogy a királynő legalább 10 hónapig (a választás utánig) nem válaszol. Az uralkodó végül 1858-ban válaszolt: mindkét oldal megrökönyödésére egy távoli nyugat-kanadai várost, Ottawát jelölte ki.
1858. július 28-án egy kelet-kanadai ellenzéki képviselő a királynőt kívánta arról tájékoztatni, hogy Ottawa nem megfelelő fővárosnak. Macdonald pártjainak kelet-kanadai tagjai átszavaztak, így a kormány indítványa elbukott. Macdonald lemondott, Edmund Walker Head kormányzó tábornok az ellenzéki vezető George Brownt kérte fel kormányalakításra. Az akkori törvények értelmében Brown és miniszterei elvesztették képviselői helyeiket, így előrehozott választást kellett kiírni. Ez lehetőséget biztosított Macdonaldéknak a többség megszerzésére, kormányon maradásukra. Head elutasította Brown parlament feloszlatására vonatkozó kérését, a kormány lemondott, a kormányzó tábornok Macdonaldot kérte fel kormányalakításra. A törvény azoknak, akik a megelőző harminc napban miniszteri pozíciót töltöttek be, megengedte egy új tisztség betöltését előrehozott választások kiírása nélkül, így visszaállhatott az Ottawa-szavazás előtti állapot. Az igazságosság érdekében Head ragaszkodott ahhoz, hogy a névleges vezető Cartier legyen, Macdonald pedig csak helyettes.
Az 1850-es évek végén, 1860-as évek elején Kanada gyors ütemben fejlődött. A vasút és telefonhálózat kiépülése is elősegítette a kommunikációt. Macdonald életrajzírója, Richard Gwyn szerint „a kanadaiak egy közösséggé kezdtek válni.” Ekkoriban vált nehezebbé a tartományi kormányok működése. Egy Kelet-és Nyugat-Kanadát is érintő rendelet mindkét részről többséget igényelt, ez elképesztő mértékben megnehezítette a törvényhozást. Mindkét rész 65 képviselőt delegálhatott, habár Nyugat-Kanadának nagyobb népessége volt. Brown egyik fő célját, mely arányos képviseletet biztosított volna, Kelet-Kanada körmeszakadtáig ellenezte.
Az amerikai polgárháború Kanadában és Nagy-Britanniában is félelmeket keltett; attól tartottak, a belharc befejeztével a fegyvereket Kanada ellen fordítják. A britek felszólították Kanadát, hogy nagyobb összeggel járuljanak hozzá a védelmi kiadásokhoz, a Militia Billt 1862-ben terjesztették a parlament elé. Az ellenzék ezt kifogásolta, a kelet-kanadaiak attól féltek, hogy a francia anyanyelvűeknek is a britek oldalán kellene harcolnia. Macdonald egyre mélyebbre merült az italozásban, nem tudott komolyan tenni a törvény elfogadásáért, a Sötétbarnák a átvették az irányítást John Sandfield Macdonald (nem áll rokonságban John A. Macdonalddel) vezetésével. John A. Macdonald nem sokáig maradt hatalmon kívül, a pártok továbbra is szoros kapcsolatban álltak, pár egyén bármikor lerombolhatta volna a kormányt. Ez 1863 májusában meg is történt, de Head új választást írt ki, így a pártok erőviszonyai nem sokat változtak. Decemberben egy nyugat-kanadai parlamenti képviselő, Albert Norton Richards lett a főügyvéd, így előrehozott választást kellett kiírni a körzetében. Macdonald személyesen kampányolt Richards ellen, akit végül egy konzervatív legyőzött, ennek köszönhetően a liberálisok elvesztették a többségüket, márciusban a kormány le is mondott. Ismét Taché lett a miniszterelnök, Macdonald a háttérben maradt. Az új kormány csak júniusban maradt hivatalban, Swainson szerint „mindenki számára nyilvánvalóvá vált, hogy Kanada tartomány alkotmánya meghalt.”

## Kanadai Konföderáció (1864–1867)

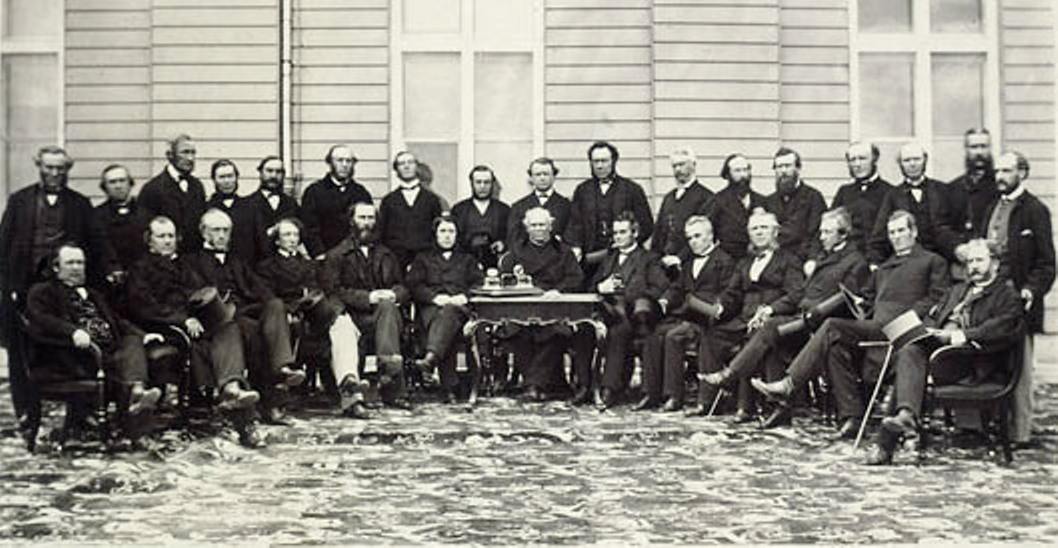
A quebeci konferencia, Macdonald balról a negyedik az ülő sorban

Mikor kormánya ismét elbukott, Macdonald a parlament feloszlatását kérte az új főkormányzótól, Charles Monck 4. moncki vikomttól. Még mielőtt cselekedhetett volna, Brown közbelépett: a liberális vezető úgy érezte, a krízishelyzet lehetőséget teremt a pártoknak a közös alkotmányos reformra. Brown parlamenti bizottságot is alakított a brit észak-amerikai gyarmatok konföderációjának megszervezésére, nem sokkal a Taché-Macdonald-kormány bukása előtt. Brown a népképviseletet, Macdonald a nyílt föderációt tartotta elsődlegesnek. Végül egy kompromisszumos megoldás, a „szövetségi elv” érvényesült. A tárgyalások nem voltak nyilvánosak, a parlamentben általános meglepődést okozott Macdonald azon bejelentése, hogy a feloszlatást a Brownnal való tárgyalások miatt elhalasztják – a két férfi nem csak politikai rivális volt, különösen utálták egymást.
A pártok elsimították nézeteltéréseiket, megalakították a Nagy Koalíciót, melyből mindössze a Jean-Baptiste-Éric Dorion vezette kelet-kanadai Parti rouge maradt ki. A Gyarmati Hivatal 1864. szeptember 1-re a Prince Edward-szigetek fővárosába, Charlottetownba konferenciát hívott össze, melyen a tengeri tartományok egy Tengeri Unió létrehozásáról tárgyaltak volna. Macdonald ekkor azzal az ötlettel állt elő, hogy Kanada is részt venne a tárgyalásokon. A részletek kidolgozása után ő, Macdonald és Brown utazott el a charlottetowni konferenciára.
Október 14-én került sor a következő, Québeci Konferenciára, ahol a javasolt kanadai kormány alapját jelentő Québeci Határozatokat is elfogadták. Taché 1865-ös halála után Lord Monck Macdonaldot kérte fel miniszterelnöknek, de Brown is erre a pozícióra pályázott. Végül kompromisszumként egy harmadik személy, Narcisse-Fortunat Belleau jutott névleges hatalomhoz.
1865-ben, hosszas viták után, 91–35 arányban végül elfogadták a határozatot. A tengeri tartományok közül azonban egyik sem fogadta el a tervet. Macdonaldék az 1866-os új-brunswicki általános választáson olyan jelölteket támogattak anyagilag, akik a konföderáció mellett foglaltak állást. A választás után nem sokkal Új-Skócia miniszterelnöke, Charles Tupper konföderáció-párti álláspontot fogadtatott el a kolónia törvényhozásával. Az utolsó konferenciára Londonban került sor, hogy a brit parlament is formalizálhassa az uniót. A tengeri tartományok küldöttei 1866 júliusában indultak Londonba, de az ekkor ismét alkoholizmusba zuhanó Macdonald novemberig nem indult el, ezzel erősen felbőszítve a rá váró delegáltakat. 1866 decemberében Macdonald egyszerre vezette a londoni konferenciát,a vitákat rendkívüli módon elsimítva, és udvarolt második feleségének, Agnes Bernardnak. Bernard Macdonald magántitkára, Hewitt Bernard húga volt, a pár először 1860-ban, Québecben találkozott, de a férfi már 1856 óta ismerte és csodálta. 1867 januárjában a még mindig Londonban tartózkodó Macdonald súlyos égési sérüléseket szenvedett, mivel szállodai szobájában egy égve maradt gyertya lángra lobbantotta az alvó politikus székét. Ennek ellenére a konferenciáról nem hiányzott egy percet sem. Februárban a Szent György-templomban vette feleségül Agnest. Március 8-án az alsóházban is elfogadták a Brit Észak-Amerikára vonatkozó törvényt, amely a kanadai alkotmány alapja lett. Viktória királynő a törvényt 1867. március 29-én hagyta jóvá.
Macdonald az unió július 15-i hatályba lépését favorizálta, mert úgy gondolta, ekkorra fejeződhetnek csak be az előkészületek, a britek korábbi dátumot javasoltak, május 22-én jelentették be, hogy Kanada Domínium július 1-én jön lére. Lord Monck aMacdonaldet nevezte ki az új ország első miniszterelnökévé. A domínium születésével Kelet-Kanada Québec, Nyugat-Kandada Ontario néven lett önálló tartomány. A politikust lovaggá is ütötték, július 1-ét ma Kanada Napként ünneplik.

## Kanada miniszterelnöke
Kanada gazdasági növekedése 1867 és 1896 között évente nagyjából csak 1% volt. Számos lakosa az Egyesült Államokba emigrált, ahol a növekedés gyorsabb volt. Macdonald válasza erre az új transzkontinentális vasútvonal megépítése volt, illetve a magas tarifák „nemzeti politikája”, amely a kis kanadai cégeket volt hivatott megvédeni az amerikai versenytársaktól.

### Első többség (1867–1871)

Kanada határainak változása 1867 után

Macdonald és kormánya az új ország megalakulása után egyből problémákkal nézett szembe. A szövetségi kormány kialakítása sok energiát lekötött, Új-Skócia máris kilépett volna, a tengeri tartományokat Kanada többi részéhez közelebb hozó Gyarmatközi Vasút még nem épült meg. Az angol-amerikai kapcsolatok mélyponton voltak, Kanada nemzetközi kapcsolatai is Londontól függtek. Az amerikai áruk drágulását eredményező törvényt Washingtonban megbosszulták: a kanadai áruk nehéz helyzetbe kerültek az USA piacán. A mai Kanada nagy része még nem volt a konföderáció része, a Prince Edward-szigeteken, Új-Fundlandon és Brit-Columbián kívül nagy lakatlan területek is voltak a britek és a Hudson-öböl Társaság irányítása alatt. Az amerikai és brit közvélemény egyértelműen a konföderáció gyors Egyesült Államokba olvadását várta.
1867 augusztusában tartották az első általános választást, melyet magabiztosan nyert meg Macdonald pártja. A parlament novemberben ült össze, meglepetésre az Ontarióban vereséget szenvedő Brown nélkül; a liberális politikus sosem lett a Kanadai Képviselőház tagja. 1869-re Új-Skócia elvetette távozási szándékait, miután jogg pénzügyi feltételeket biztosítottak neki – az első tartomány volt, amely pénzügyi tárgyalásokat folytatott Ottawával. A Londonból és Ottawából jövő nyomás sem tudta elősegíteni Új-Fundland csatlakozását, a tartomány 1869 októberében népszavazáson utasította el a konföderációt.

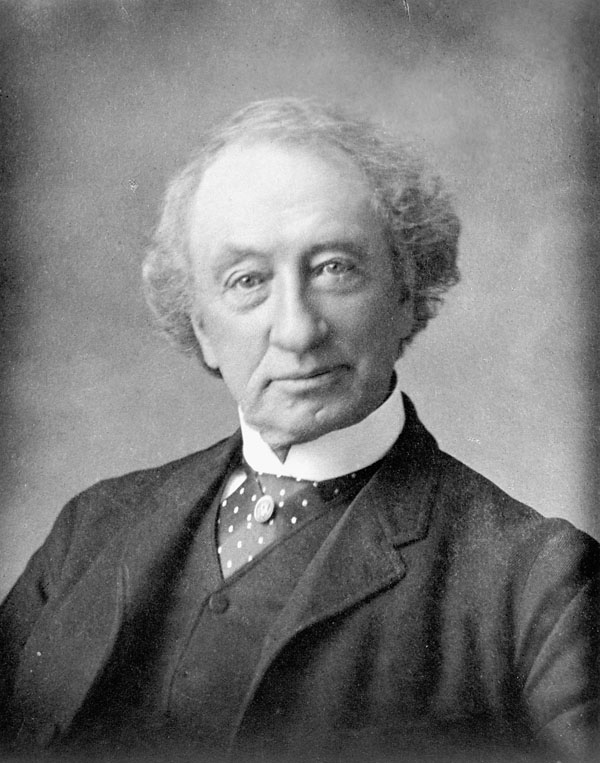
Macdonald 1870-ben, 55 évesen

1869-ben megszületett John és Agnes Macdonald lánya, Mary, de hamar kiderült, a lánynak fejlődési problémái vannak. Sosem tanult meg járni, de mentális problémákkal is küzdött. Hewitt Bernard igazságügyi miniszter-helyettes, Macdonald egykori személyi titkára, szintén Macdonaldék ottawai házában élt megözvegyült édesanyjával. 1870 májusában John Macdonaldnál epekövet diagnosztizáltak, ami alkoholizmusával együtt heveny hasnyálmirigy-gyulladáshoz vezetett. Júliusban a Prince Edward-szigetekre utazott regenerálódni, de valószínűleg folytatta a helyiek meggyőzését, hogy Kanadához csatlakozzanak az USA helyett, ez 1873-ban meg is történt.
Macdonald nem mindig ragaszkodott tíz körömmel a nyugat felé terjeszkedéshez, de miniszterelnökként erősen támogatta az elképzelést, hogy Kanada partjait két óceán mossa. Röviddel a Konföderáció megalakulása után küldötteket indított Londonba, akik sikeresen tárgyaltak Rupertföld és az Északnyugati Terület Kanadához csatolásáról. A Hudson-öböl Társaság másfél millió dollárt és kereskedelmi állásokat, továbbá a legjobb termőföldek huszadrészét kapta cserébe. Az átadás előtt zavargások törtek ki a Red River Kolónián (ma Délkelet-Manitoba, Winnipeg központtal). A helyiek, beleértve a kanadai métiseket is, féltek, hogy olyan törvényeket hoznak, melyek nem tartják szem előtt az érdekeiket, így felülkerekedhetett a Louis Riel vezette Red River-i felkelés. Macdonald nem szeretett volna egy forrongó tartományért fizetni, ezért az átadás időpontjául kitűzött 1870. július 15. előtt leverette a lázadást. Végül annyiban engedett, hogy a kolónia önállóan, Manitoba tartományként csatlakozhatott, míg a megvett területek többi része Északnyugati területek néven került az országhoz. Az 1885-ös északnyugati felkelés után korlátozta a bennszülöttmozgalmat, felszólította őket egy hivatalos indián szervezeti egység létrehozására.

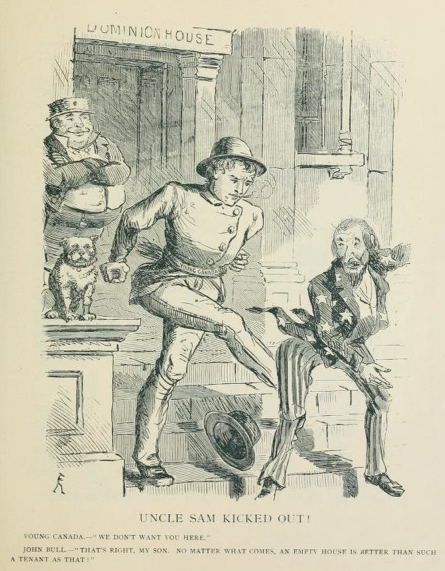
„Nem akarjuk, hogy itt legyetek!” Az USA-hoz csatlakozás politikai ügy volt Kanada első éveiben. John Wilson Bengough 1869-es annexióellenes karikatúráján Uncle Sam-et fenéken billenti a fiatal Kanada, John Bull helyeslő tekintete mellett

Macdonald Brit-Columbiát is el akarta orozni az USA orra elől, ezzel kijáratot szerezve a Csendes-óceánhoz. A kolónia adóssága kiemelkedően magas volt, a Konföderáció ezt átvállalta. Az 1870-ben kezdődő tárgyalásokat Macdonald betegeskedése miatt jórészt Cartier vezette, aki 10 éven belülre ígérte a kolóniát a keleti tartományokkal összekötő vasútvonal megépítését. A korábban már a kevéssé bőkezű feltételeket is elfogadni hajló brit-columbiaiak belementek az alkuba, így 1871-ben teljes jogú tartománnyá válhattak. A parlament a szerződés megkötését hosszas viták után fogadta el, a harcról Alexander Morris kormánytag így vélekedett: „Ez volt a konzervatívok legszégyenteljesebb harca a Konföderáció megalakulása óta.”
Az Egyesült Államokkal folyamatos, a mélytengeri halászati jogokkal kapcsolatos viták voltak, 1871 elején angol-amerikai bizottság alakult a britek (és kanadaiak), illetve az amerikaiak között fennálló nézetkülönbségek rendezésére. Kanada kompenzációt remélt azért, amiért a feniek Amerikából átjárva okoztak károkat. Macdonaldot brit megbízottá nevezték ki, de vonakodott ezt a posztot elfogadni, attól tartott, fel kell áldoznia Kanada érdekeit a britekéiért. Kanada végül nem kapott kompenzációt, és a felségvizeit is meg kellett nyitnia az amerikai halászok előtt, a politikusnak haza kellett utaznia megvédeni a washingtoni szerződést a politikai viharoktól.-->

### Második többség és csendes-óceáni botrány (1872–1873)
Macdonald az 1872-es kanadai választás előtt még nem dolgozott ki vasúti politikát, nem egyezett meg kölcsönlehetőségekről. Az előző évben más találkozott lehetséges finanszírozókkal (például Hugh Allannel), de végleges megállapodás nem született. A legnagyobb nehézség Macdonald előtt mégis a Washingtoni Szerződés volt, amelyet még nem tárgyaltak a parlamentben.
1872 elején terjesztette fel ratifikációra, az alsóház 66-os többséggel ment át. A választásokra augusztus végén és szeptember elején került sor, ekkor még nem egy napon bonyolították le. Az újraosztással növekedett Ontario képviselete, Macdonald is sokat kampányolt a tartományban, főként Kingstonon kívül. A szavazók lefizetése zajlott Kanada-szerte, annyira felháborító módon, hogy megnyílhatott a kapu a titkos szavazás bevezetése előtt. A konzervatívok többsége 35-ről 8-ra csökkent. A liberálisok (ekkor már nem használták a Sötétbarnák megnevezést) eredménye javult Ontarióban, így a nyugati és tengeri tartományok szavazataival nyerhetett csak Macdonald pártja – így engedményeket kellett nekik adni.

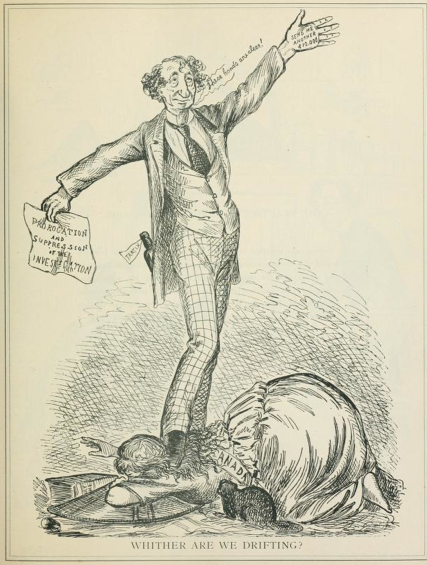
„Merre sodródunk?” Macdonald diadalmaskodik egy egy prorogáció megszerzésében, de közben egy síró kanadait tapos, zsebéből pedig italos üveg lóg ki John Wilson Bengough 1873 augusztusi karikatúráján. Kezei tiszták, de tenyerén a „Küldj még 10 ezer dollárt!” szerepel

Macdonald remélte, hogy 1872 elején végre elkezdődhet a Kanadai Csendes-óceáni Vasútvonal építése, de a megállapodás nem született meg a kormány és a finanszírozók között. Végül 1872 végén az Allan-csoportot bízták meg. 1873-ban, a parlamenti nyitáskor Lucius Seth Huntington liberális képviselő megvádolt egyes minisztereket, hogy nagy összegű, nyilvánosságra nem hozott hozzájárulást kaptak a megbízásért cserébe. Hamarosan dokumentumok is előkerültek, a csendes-óceáni botrány terebélyesedett. Az Allan-csoport, melyet az egyesült államokbeli Északi Csendes-óceáni Vasút is támogatott, 179 ezer dollárral támogatta a konzervatívok választási kampányát. Ellenzéki lapok olyan táviratokat is publikáltak, melyekből kiderült, hogy több miniszter is komoly összegeket kapott Allanéktől, Macdonald 45 ezer dollárt kapott a haszonból. Jelentős összegeket költöttek Cartiere is, hogy megtartsa Kelet-Montréal választókerületet (ez nem sikerült neki, de végül a manitobai Provencherből tért vissza). A számonkérés során Bright-betegséggel küzdött, így az ügyet ejteni kellett, 1873 májusában hunyt el Londonban, kezelésre várva.
Macdonald még Cartier halála előtt megpróbálta feloszlatni a kormányt. Az ellenzék erre további dokumentumok kiszivárogtatásával válaszolt. Július 18-án egy 1872 augusztusából származó táviratot publikáltak a lapok; Macdonald ebben további 10 ezer dollárt kér, azzal az ígérettel, hogy „ez lesz az utolsó alkalom, hogy pénzt kérek.” Macdonald menteni próbálta a helyzetet a parlament elhalasztásával augusztusra, királyi bizottságot kívánt az ügy kivizsgálására felállítani, de mikor október végén újra összegyűltek, a liberálisok úgy érezték: eljött az idő legyőzni őt, növelték a támadás intenzitását.
November 3-án Macdonald az alsóházhoz intézett beszédében próbálta megvédeni a kormányt, életrajzírója, P.B. Waite szerint „élete beszédét, bizonyos értelemben az életét adta.” Beszédét pontban 9 órakor, törékenynek és betegnek tűnve kezdte, de külseje gyorsan javult, miután levonult az emelvényről, üvegszámra itta a gint és vizet. Tagadta, hogy bűnös lenne, szerinte a hozzájárulások mindkét pártnál gyakoriak voltak. Öt óra után így összegzett:

„Minden bizalmammal hagyom el e házat. Én vagy a vagyon. Még nem tudom, hogy ellenem vagy ellenük lesz a döntés, de azt tudom, hogy nekem jó lesz vagy nem lesz jó, mert még ellenségeim is elismerik, hogy nem vagyok áruló, nincs más, aki többet, több időt, szívének több részét, vagyonának nagyobb részét, eszének és erejének nagyobb részét áldozta volna Kanadáért, Kanada domíniumért.”

Macdonald beszédét személyes érdemként látták, de a kormányt nem mentette meg. Az alsóház és a közvélemény sem támogatta már, így Lord Dufferin kormányzó tábornokhoz fordult, és november 5-én lemondott. Kanada második miniszterelnöke a liberális Alexander Mackenzie lett. Macdonald hazatérve így szólt feleségéhez: „Ezen túl vagyok.” Mikor Agnes megkérdezte, ez mégis mit akar jelenteni, elmondta neki a lemondását, „végre kint vagyunk ebből.” Többet nem beszélt a csendes-óceáni botrányról. Mikor az alsóházban is bejelentette lemondását, a konzervatív és liberális képviselők helyet cseréltek a padokban, de Amor De Cosmos brit-columbiai konzervatív a helyén maradt, a liberálisokhoz csatlakozott.
1873. november 6-án a párt éléről is távozott volna, de lemondását nem fogadták el. Mackenzie 1874 januárjára választást írt ki, ahol a konzervatívok 206 helyett mindössze 70 helyet szereztek, így a liberálisok stabil többséget szereztek. Macdonaldék csak Brit-Columbiában nyertek, Mackenize a tartomány Kanadához csatolásának feltételeit „lehetetlennek” nevezte. Macdonald visszatért Kingstonba, de egy olyan választáson maradt alul, ahol bebizonyosodott a korrupció – a megismételt választást 17 vokssal megnyerte. Swainson szerint a legtöbb megfigyelő Macdonaldot „elhasznált és becstelen embernek” látta.

### Ellenzékben (1873–1878)
Macdonald a liberálisok hibáira várva, lenyugodva vezette ellenzékbe került pártját. Hosszú szüneteket tartott, folytatta jogi munkáját, családjával Torontóba költözött, Hugh Jon fiával együtt lépett föl. A liberálisok első hibáját egy Washingtonnal kötött 1874-es szabadkereskedelmi egyezményben találta meg, szerinte a protekcionizmus szükséges lett volna a kanadai ipar fejlesztéséhez. Az 1873-as pánik világszerte gazdasági nehézségeket okozott, a liberálisoknak nehéz volt a megváltozott körülmények között is finanszírozni az eredetileg is ellenzett vasút építését. A lassú munkálatok miatt Brit-Columbia szerződésszegést kiáltott.
1876-ra Macdonaldék pártjuk politikájává tették a protekcionizmust. Számos beszédben és 1876-ban, Ontario-szerte rendezett politikai pikniken is terjesztették ezt az álláspontot. A nézetek utat találtak a választókhoz, a konzervatívok sorra nyerték az előválasztásokat. 1876-ra 14 helyen győzték le Mackenize liberálisait, így már nem 70, csak 42 volt a többsége az egykori Sötétbarnáknak. A sikerek ellenére Macdonald „tiszteletben tartva a választók 1874-es döntését” a háttérben maradt, Charles Tuppert jelölte ki utódjának.

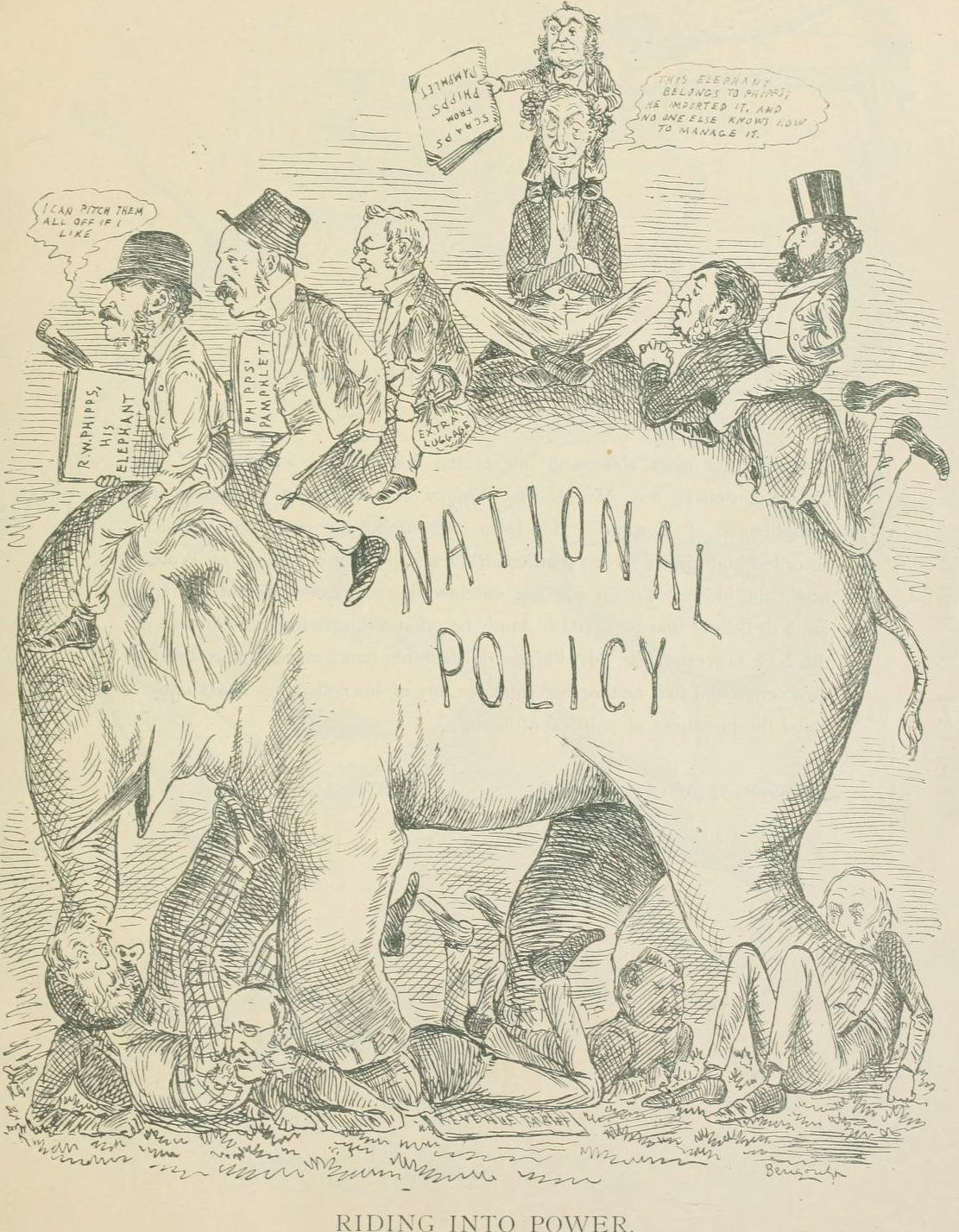
Bengough karikatúráján Macdonald (középen, csuklói keresztben) a Nemzeti Politika elefántját megülve halad az 1878-as választási siker felé, eltaposva a liberálisokat. Mackenize miniszterelnököt az elefánt ormánya fojtja meg

A parlament 1877-es összegyűlésekor a konzervatívok magabiztosak, a liberálisok védekezők voltak. Miután az év elején sikeres volt a kampányuk, újabb piknikeket tartottak, ezúttal Toronto környékén. Macdonald Québecbe is ellátogatott, ez korábban nem sokszor esett meg, mert itt Cartiernek hagyta meg a beszédeket. 1878-ban sem állt meg a kampány, a Nemzeti Politika egyre több részlete vált ismertté: magas vámok, a transzkontinentális vasút gyors befejetése, a nyugati mezőgazdaság fejlesztése a vasút segítségével, továbbá a bevándorlókat Kanadába vonzó politika. Macdonald megmutathatta kampánytehetségét, de néha túl messzire ment: a mezőgazdasági járványokért a liberálisokat hibáztatta, és megígérte: a kártevők elmennek, ha a konzervatívok nyernek.
A 3. kanadai parlament végső napjai vitákkal teltek. Macdonald and Tupper azzal vádolta a liberálisokat, hogy Donald Smith parlamenti képviselő-vasútmágnásnak lehetővé tették a csendes-óceáni vasút pembinai, az USA vasúti hálózatához csatlakozó szárnyvonalának megépítését, a konzervatívok csendes-óceáni botrányban való lejáratásáért cserébe, egyfajta jutalomként. A vita a feloszlatás után is folytatódott, Macdonald mondta a 3. parlament utolsó szavait: „Ez a Smith a legnagyobb hazug, akit valaha láttam!”
A választást 1878. szeptember 17-re írták ki. Mivel esélyesnek tűnt, hogy Macdonald veszít Kingstonban, támogatói megpróbálták a biztosabbnak tűnő Cardwellbe áthelyezni, de nem aksrt megválni 35 éve képviselt városától. Kingstonban ugyan tényleg legyőzte Alexander Gunn, de a választást pártja nyerte. A manitobai Marquetteben később került sor a választásokra, így végül innen biztosította be parlamenti helyét. Azzal, hogy elfogadta a miniszterelnöki posztot, elvesztette parlamenti helyét, így a brit-columbiai Victorában is elindult az október 21-i időközin. Itt is nyert, habár se itt, se Marquetteben nem járt soha.

### A harmadik és negyedik többség (1878–1887)

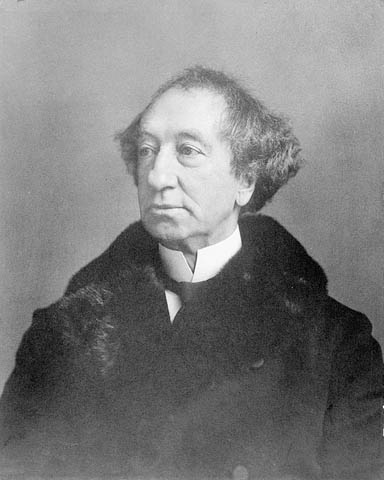
Macdonald 1883 novemberében, 68 évesen

A Nemzeti Politika részben az 1879 februári költségvetésben is szerepelt. Kanadát ekkortól magas vám védte, az Egyesült Államokhoz és a Német Császársághoz hasonlóan. A vámok célja a kanadai ipar fejlesztése volt – az itt készült textilárukra a kiviteli vám 34%-os volt, de az elkészítésükhöz szükséges gépek ingyen kerülhettek az országba. Macdonald élete végéig harcolt a magasabb vámokért.

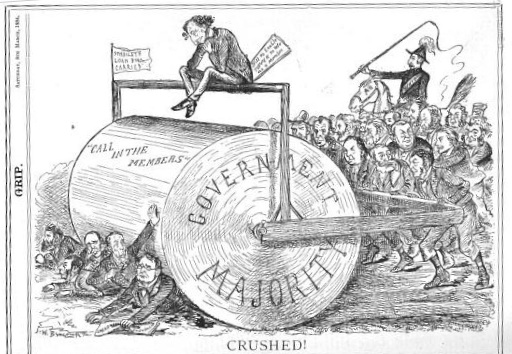
Bengough 1884-es karikatúráján Macdonald arra használja parlamenti többségét, hogy letarolja a liberális vezető Edward Blake-et és pártját

Az 1880-as évekre Macdonald egyre gyengébb lett, de politikai erejét megtartotta. 1883-ban fogadtatta el a „Bódító Italok Törvényét”, amely tartományiról országos szintre emelte a törvénykezést a területen, részben vetélytársa, Oliver Mowat ellen. Ezentúl ő is kevesebbet italozott, kicsapongásai megszűntek. „A nagyszerű ivászatokat, a középkorúság emlékeit már el lehet felejteni.” A költségvetés előrehaladtával a vasút ügyét is tanulmányozta, a képet váratlanul jónak látta. Habár Manckenize keveset költött a projektre, több száz mérföld pálya már megépült, csaknem az egész útvonalat felmérték. 1880-ban a projekt felügyeletére szindikátust alakított George Stephen vezetésével. Donald Smith (később Lord Strathcona) vezető helyet foglalt el itt is, de szerepvállalását Macdonald párttársai előtt kezdetben titokban tartották. 1880-ban kerültek a domíniumhoz Nagy-Britannia sarkköri területei, ekkor alakultak ki Kanada mai határai (Új-Fundland kivételével, utóbbi tartomány csak 1949-ben csatlakozott). Ugyanebben az évben Alexander Galt nagy-britanniai főbiztos lett Kanada első külföldi diplomáciai képviselője. A jó gazdasági helyzetben tartott 1882-es kanadai választáson a konzervatívok enyhén visszaestek, de többségük megmaradt, Macdonald ezúttal Carletonból jutott be.
A transzkontinentális vasút-projektet a kormány komolyan támogatta: 100 ezer négyzetkilométer földet adományozott az útvonal mentén, 25 millió dollárt is kaptak, de a kormány 32 millió dollárért más vasútvonalakat épített, hogy növelje a CPR forgalmát. Az egész projekt rendkívül drága volt, különösen annak tekintetében, hogy 1881-ben mindössze 4,1 millió ember ért az országban. 1880 és 1885 között a vasútvonal lassan épült, többször is a teljes csőd közelében volt. Nemcsak a Sziklás-hegység terepe volt nehéz, hanem például a Felső-tónál is: a sínek és gépek a mocsaras síkságba süppedtek. Amikor a nehéz gazdasági helyzetben a CPR kötvényeit a kanadai garanciák ellenére sem sikerült eladni, Macdonald kölcsönhöz juttatta az állami kincstárból – az erről szóló törvényt közvetlenül az előtt juttatta át a szenátuson, mielőtt a cég fizetésképtelenné vált volna.

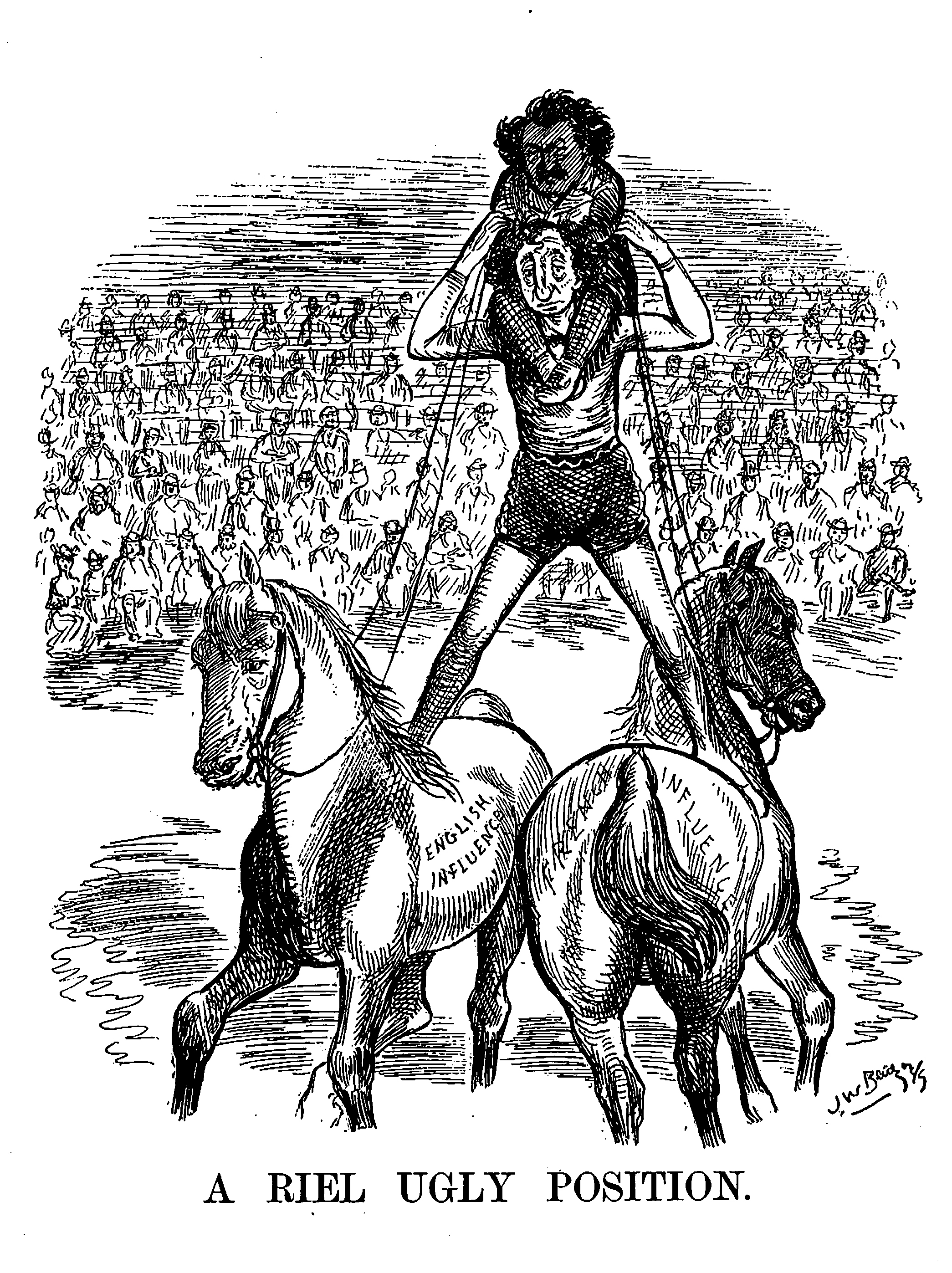
A protestánsok Riel kivégzését, a katolikusok kegyelmét követelték. A kivégzésről szóló döntés komoly politikai hiba volt, elidegenítette a párttól a francia nyelvűeket

Északnyugaton ismét lázadások voltak: számos manitobai métis ide költözött. A népcsoport és a kormány közti vita földügyekkel kapcsolatban robbant ki. Louis Riel 1870 óta az Egyesült Államokban ért száműzetésben, de most Macdonald kormánya engedélyével Reginába utazhatott: azt remélték, a mozgalom élére áll, majd lenyugtatva a lázadókat kiegyezik a kormánnyal. E helyett Riel vezetésével kitört az északnyugati felkelés. Macdonald a vasúton milíciákat küldött a tartományba, Rielt elfogták, perbe fogták, elítélték, kivégezték. A miniszterelnök nem volt hajlandó a tisztázatlan mentális problémával küzdő Rielnek, az akasztás engedélyezése ellentmondásos volt, számos québecit (Rielhez hasonlóan katolikus és francia-kanadaiakat) elidegenített a konzervatívaktól – de hamarosan a liberálisokkal szemben is hasonlóan kezdtek érezni.
A CPR csaknem csődbe ment, de a krízis leverésében tanúsított érdemeit a parlament is elismerte, és elég pénzt biztosított a megmeneküléséhez. 1885. november 7-én William Van Horne CPR-vezető tájékoztatta Macdonaldot, hogy az utolsó szöget is beverték Craigellachienél.
1886 nyarán Macdonald először és utoljára utazott Nyugat-Kanadába, városról városra járt magánvonatával, mindenhol nagy tömegek voltak rá kíváncsiak. A feleségével utazó politikus gyakran felült a vonat marhafogójára is a jobb kilátás reményében. Augusztus 13-án ezüstkalapáccsal egy aranyszöget vert be, ezzel befejezve a Vancouver-szigeti déli vasútvonal befejezését.
1886-ban ismét vitára került sor az Egyesült Államokkal a halászati jogokkal kapcsolatban. Korábban az amerikai halászok a kanadai szárazföldről hozhattak fát és vizet, segítségül a part menti halászathoz. Több hajót is zároltak a kanadai kikötőkben, ami az amerikaiak nemtetszését váltotta ki. Macdonald egy halászati törvényt igyekezett elfogadtatni, amely ugyan a korábbi szerződések több pontját is sértette volna, ez megdöbbentette a briteket, akik még mindig felelősek voltak Kanada külügyeiért. A brit kormány Lord Landsowe főkormányzót kérte fel a királyi engedély megszerzésére, lehetőleg vétó szükségessége nélkül. Hosszas egyeztetések után a brit kormány 1886 végén engedélyezte a királyi engedélyre felterjesztést, és kijelentette, ha az amerikaiak nem tartják tiszteletben az egyezményt, hadihajót is hajlandóak küldeni érdekeik megvédésére.

### Ötödik és hatodik többség (1887–1891), halála

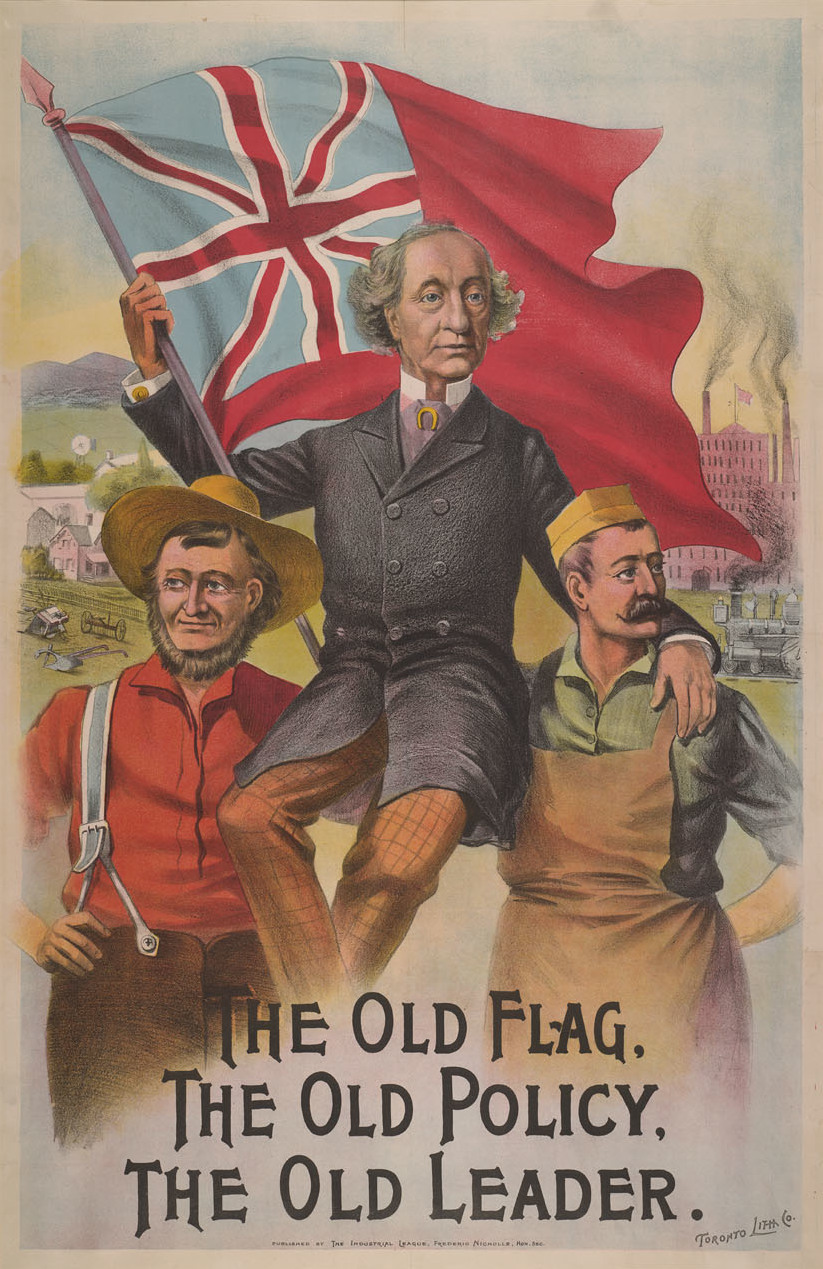
A Konzervatív Párt választási plakátja 1891-ből

Attól tartva, hogy a rossz gazdasági helyzetben elveszíti politikai erejét, Macdonald 1886 végére tervezett választást kiírni, de egykori hallgatója, Oliver Mowat liberális ontariói miniszterelnök megelőzte, tartományi választást írt ki. Ez a szövetségi választás főpróbájának volt tekinthető, Macdonald hiába kampányolt erőteljesen, a liberálisok megerősítették többségüket. A konzervatív vezető 1887. január 15-én oszlatta fel a parlamentet, február 22-re tűzte ki a választást. A kampány során ismét kellemetlenségei adódtak Macdonaldnek, ugyanis négy hónappal a québeci tartományi választás után a helyi liberálisok tudtak kormányt alakítani. Ettől függetlenül aktívan kampányoltak, az időközben londoni főbiztossá kinevezett Tupper is elhalasztotta távozását, hogy szavazatokat szerezzen a konzervatívoknak Új-Skóciában. Edward Blake liberális vezető nem tudott inspirálóan kampányolni, így a konzervatívok 35 fős többséget szereztek, Ontarióban, Új-Skóciában és Manitobában fölényesen győztek, sőt a Riel-ügy ellenére Québecben is többséget szereztek. Macdonald ismét Kingstonból került be a parlamentbe. Még a fiatalabb miniszterek, így a Macdonald politikájával sokszor szembe helyezkedő későbbi miniszterelnök, John Thompson is elismerték, a miniszterelnök a konzervatívok létfontosságú választási eszköze.
Blake, akit Macdonald életrajzírója, Gwyn a Liberális Párt „legrosszabb kampányolójának a 21. század eleji Stéphane Dionig”ként jellemzett, lemondott a vereség után, Wilfrid Laurier váltotta. Míg Blake idején a Nemzeti Politikát több-kevésbé a liberálisok is elfogadták, Laurierék teljesen elutasították, „szabad korlátokat”, vagyis szabad kereskedelmet kértek az Egyesült Államokkal. A terv támogatói azzal érveltek, hogy az észak-déli kereskedelem sokkal gazdaságosabb lenne, mint a hatalmas üres prériken keresztül CPR-rel történő áruszállítás. Macdonald ugyan hajlandó lett volna engedményeket adni az USA-nak, de a vámokat nem kívánta csökkenteni. A terv amerikai támogatói a „kereskedelmi uniót” a politikai unió előszobájaként látták és emlegették, ezzel Kanadában botrányt okozva.

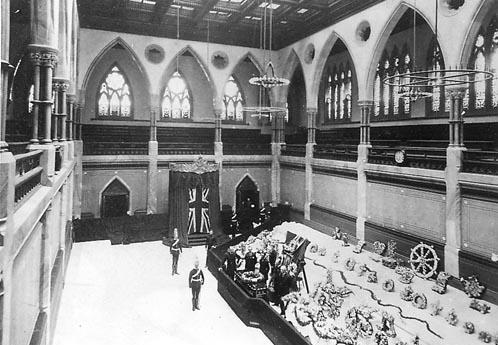
Macdonald búcsúztatása a szenátusi teremben 1891. június 8-án

Macdonald 1891. május 5-re írta ki a választást. A liberálisokat komoly összegekkel támogatták Amerikából, míg a konzervatívokat a CPR pénzelte. A 76 éves miniszterelnök állapota a kampány során romlott, így sógora kingstoni házából kényszerült irányítani pártját. A konzervatívok ugyan több szavazatot kaptak, mint két évvel azelőtt, de többségük 27-re csökkent. Az ország középső területein kiegyenlítettek voltak az erőviszonyok, de Nyugat-Kanadában és a tengeri tartományokban Macdonaldék domináltak. Richard John Cartwright vezető liberális képviselő ezt úgy fogalmazta meg: Macdonaldék többsége a „Konföderáció foszlányaitól és foltjaitól” függött. A választás után a liberálisok kelletlenül fogadták el a Nemzeti Politikát, mikor Laurier került hatalomra, csak apró változtatásokat végzett rajta.
A választás után Macdonald sztrókot kapott, részlegesen lebénult, nem tudott beszélni. „Az öreg kapitány” napokig nyugodtan feküdt, szellemileg ép volt, mielőtt 1891. június 6-án, szombaton késő este elhunyt. Több ezren jelentek meg nyilvános búcsúztatásán a szenátus üléstermében, ahonnan vonattal szállították haza Kingstonba, minden megállóhelyen tömegek üdvözölték. Kingstonba érve a városházán is elbúcsúztak a birodalmi tanácsosi egyenruhában fekvő politikustól. A kingstoni Cataraqui temetőben helyezték végső nyugalomra, első felesége, Isabella közelébe.
Wilfrid Laurier így emlékezett meg Macdonaldról az alsóházban:

„Valójában Sir John A. Macdonald helye ebben az országban olyan nagy és felszívó volt, hogy szinte lehetetlen elképzelni, hogy ezen ország politikája, ezen ország sorsa nélküle is folytatódni fog. Elvesztése eláraszt minket.”

## Emléke, öröksége

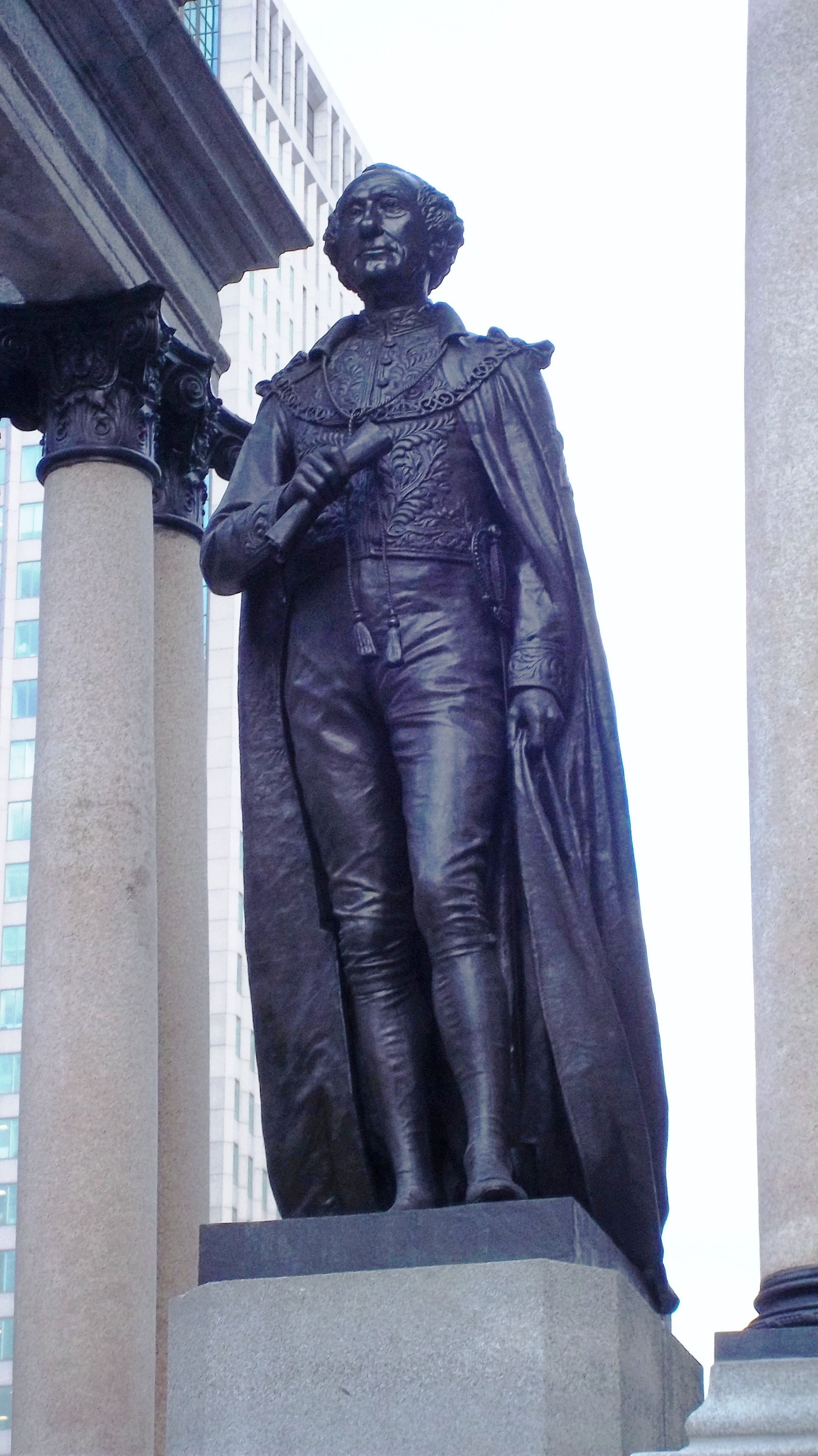
A montréali Macdonald-emlékmű

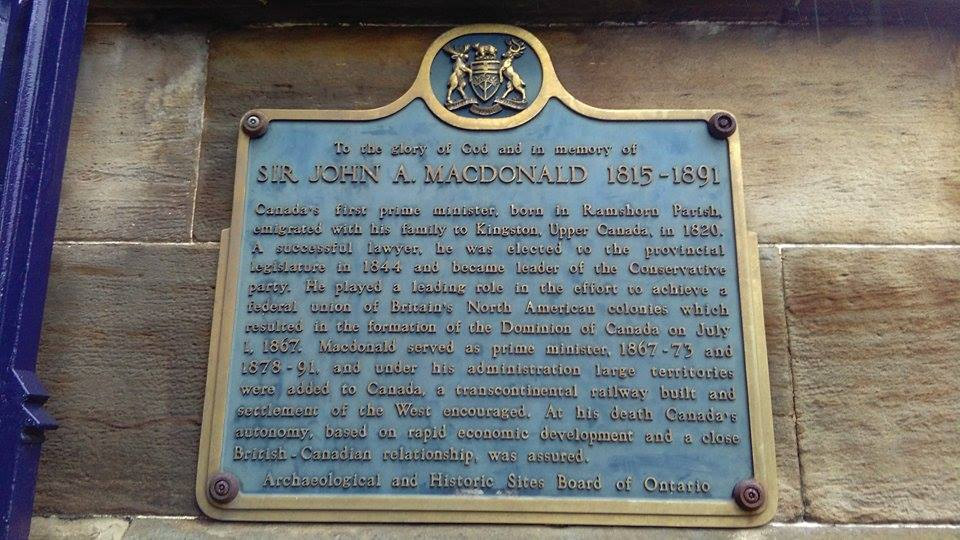
Emléktáblája a glasgowi Szent Dávid-templom falán

Macdonald 19 éven át volt Kanada miniszterelnöke, ennél több időt csak William Lyon Mackenzie King töltött a pozícióban. Amerikai kollégájával, George Washingtonnal ellentétben nem viselik városok vagy közigazgatási egységek a nevét, mindössze egy kis manitobai települést neveztek el emlékére. A Sziklás-hegységben, a Rogers-hágónál található Macdonald-hegyet róla nevezték el. 2001-ben a parlament január 11-ét Sir John A. Macdonald Nappá nyilvánította, de mivel nem munkaszüneti nap, kevés figyelmet kap. Macdonald képmása került a Bank of Canada 1935-ös szériájának 500 dollárosára, valamint az 1937-es széria 100 dollárosára. Továbbá 1971 óta szerepel arcképe a kanadai tíz dolláros bankjegyeken, 2018-tól az egyenjogúság jegyében Viola Desmond afro-kanadai emberjogi harcos váltotta, Macdonald portréja pedig a 2020-as években bevezetetendő új 50, vagy 100 dolláros címletre kerül majd. 2015-ben, 200. születésnapjára tiszteletére a Királyi Kanadai Pénzverde az arcképével díszített két dolláros érmét adott ki. 2012-ben az ottawai River Parkway új neve Sir John A. Macdonald Parkway lett. 1993 óta az ottawai nemzetközi repülőtér, 1968 óta pedig az ontariói 401-es autópálya is a nevét viseli, habár a köznyelvben ritkán emlegetik ezeket így.
Számos Macdonalddal kapcsolatos hely védelem alatt áll. Sírja Kanada Nemzeti Történelmi Helyeinek egyike. A kingstoni Bellevue-ház, ahol Macdonald családja élt at 1840-es években, szintén a Parks Canada kezelésében áll, helyreállították az akkori állapota szerint. Ottawai lakása,az Earnscliffe ma a mindenkori kanadai brit főbiztos rezidenciájaként szolgál. Számos szobra áll Kanada-szerte: egy az ottawai Parlament-hegyen (Louis-Philippe Hebert, 1895 körül), de a torontói Queen’s Parkban is áll egy őt ábrázoló alkotás, mely érdekessége, hogy a gránittömböt, amin áll, eredetileg Viktória királynő szobra alá szánták. A kingstoni városi parkban is megtekinthető egy Macdonald-szobor, melynél a Kingtoni Történelmi Társaság minden évben megemlékezést tart.
A Union Station (Toronto) közelében teret neveztek el tiszteletére.
1895 körül a glasgowi Ramsorn temető melletti Szent Dávid-templomnál avatták fel emléktábláját, nem messze szülőhelyétől.

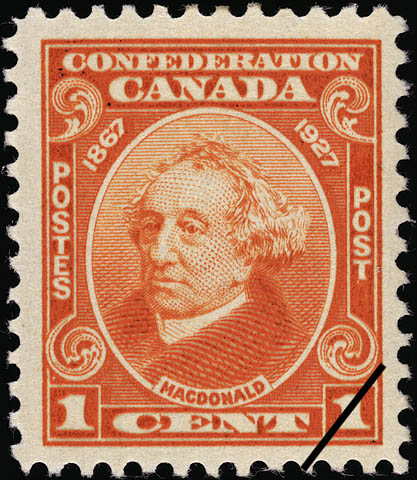
1927-es kanadai postabélyeg Macdonald tiszteletére

Hugh Segal konzervatív szenátor szerint Macdonald valódi műemléke maga Kanada. „Macdonald nélkül olyan ország lennénk, amely határa valahol a Manitoba–Ontario határon kezdődne, majd végig keleten. Új-Fundland olyan lenne, mint Alaszka, sőt Manitoba, Saskatchewan, Alberta és B.C. is. Az olajat az Egyesült Államokból vennénk. Rontaná életkörülményeinket, karrierlehetőségeinket, szerepünk a világban jelentősen csökkenne.” Macdonald életrajzírói is elismerik, hogy elengedhetetlen érdemei voltak Kanada létrehozásában. Swainson azt javasolja, hogy Macdonald egy szabad és toleráns Kanada iránti vágya a nemzeti nézőpont részére váljon: „Nemcsak Kanada, hanem nemzeti karaktere kialakításában is segített.” Gwyn szerint

„teljesítménye megdöbbentő volt: a Konföderáció mindenek felett, de majdnem ennyire fontosnak tartotta az országot a kontinensen keresztül kiterjeszteni egy fiskálisan és gazdaságilag is őrültség vasútvonallal... Ő volt a felelős a CPR-botrányért, Louis Riel kivégzéséért és a kínai munkások fejadójáért. De még így sem könnyű neki beolvasni. Magánélete kopár volt. Még néhány kanadai vezetőnek – Pierre Trudeaunak, John Diefenbakernek vagy Macdonald kortársának, Wilfrid Lauriernek — volt ilyen szeretetre ösztönző képessége.”

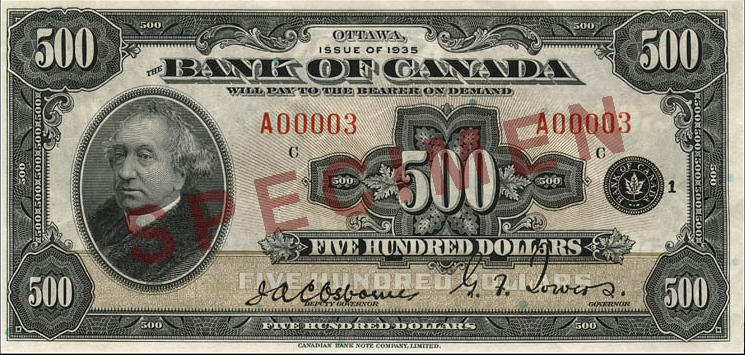
A Bank of Canada 1935-ös szériájú 500 dolláros, angol nyelvű bankjegye Sir John A. Macdonald portréjával.
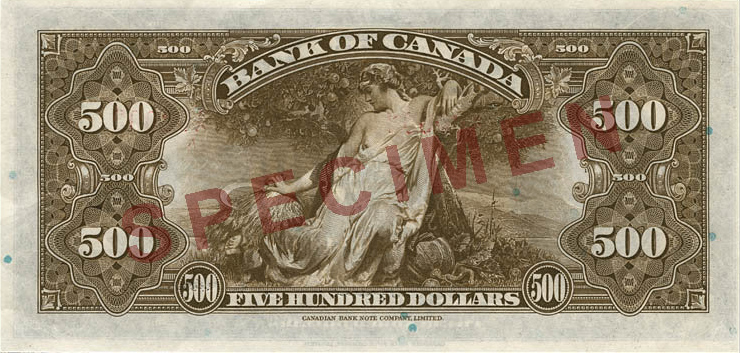
A Bank of Canada 1935-ös szériájú 500 dollárosának hátoldala.
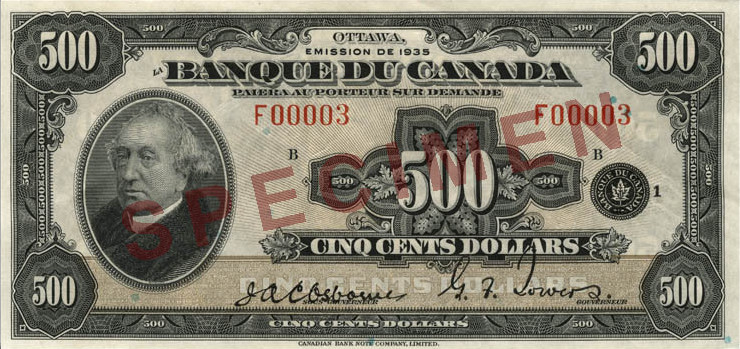
A Bank of Canada 1935-ös szériájú 500 dolláros, rendkívül ritka, francia nyelvű bankjegye Sir John A. Macdonald portréjával.
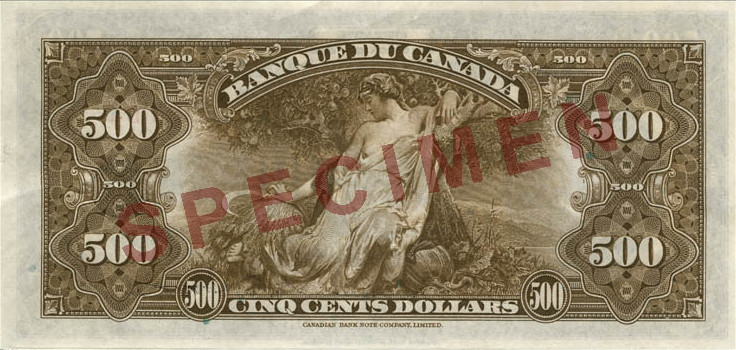
A Bank of Canada 1935-ös szériájú francia nyelvű, rendkívül ritka 500 dollárosának hátoldala.
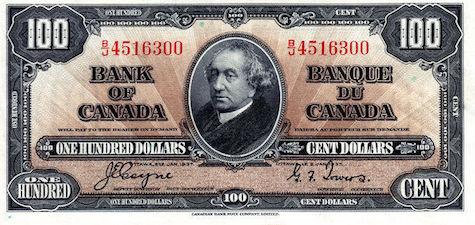
A Bank of Canada 1937-es szériájú, kétnyelvű 100 dollárosának előoldala Sir John A. Macdonald portréjával.
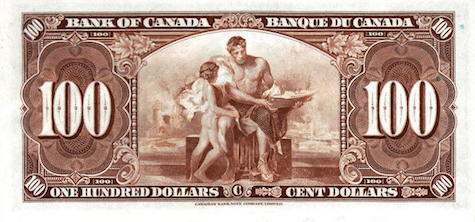
A Bank of Canada 1937-es szériájú 100 dollárosának hátoldala.

## Fordítás
- Ez a szócikk részben vagy egészben  a   John A. Macdonald című angol Wikipédia-szócikk ezen változatának fordításán alapul.  Az eredeti cikk szerkesztőit annak laptörténete sorolja fel. Ez a jelzés csupán a megfogalmazás eredetét és a szerzői jogokat jelzi, nem szolgál a cikkben szereplő információk forrásmegjelöléseként.

### Könyvek
- Bliss, Michael. Right Honourable Men: The Descent of Canadian Politics from Macdonald to Mulroney, Updated (angol nyelven), Toronto: Harper Perennial Canada (2004). ISBN 978-0-00-639484-6
- Collins, Joseph Edmund. Life and times of the Right Honourable Sir John A. Macdonald: Premier of the Dominion of Canada (angol nyelven). Toronto: Rose Publishing Company (1883)
- Creighton, Donald. The Road to Confederation: The Emergence of Canada: 1863–1867 (angol nyelven). Toronto: The Macmillan Company of Canada Ltd (1964)
- Creighton, Donald. John A. Macdonald: The Young Politician, Vol 1: 1815–1867 (angol nyelven). Toronto: The Macmillan Company of Canada Limited (1952)
- Creighton, Donald. John A. Macdonald: The Old Chieftain, Vol 2: 1867–1891 (angol nyelven). Toronto: The Macmillan Company of Canada Limited (1955). ISBN 978-0-8020-7164-4
- Creighton, Donald G.. John A. Macdonald, Confederation and the Canadian West – Transactions of the Manitoba Historical Society, Series 3, Number 23 (angol nyelven) (1966-67)
- Dutil, Patrice. Macdonald at 200: New Reflections and Legacies, essays by scholars (angol nyelven) (2014)
- Gwyn, Richard. The Man Who Made Us: The Life and Times of Sir John A. Macdonald, Vol 1: 1815–1867 (angol nyelven). Toronto: Random House Canada (2007). ISBN 978-0-679-31475-2
- Gwyn, Richard. Nation Builder: Sir John A. Macdonald: His Life, Our Times, Vol 2: 1867–1891 (angol nyelven). Toronto: Random House Canada (2011). ISBN 978-0-307-35644-4
- Gwyn, Richard J.. Canada's Father Figure, Canada's History (angol nyelven), 30–37. o. (2012)
- Johnson, J. K.. MACDONALD, Sir JOHN ALEXANDER, Dictionary of Canadian Biography vol. 12 (angol nyelven) (2003)
- McInnis, Edgar. Canada: A political and social history (angol nyelven), 342–431. o. (1982)
- Martin, Ged.. John A. Macdonald: Provincial Premier (angol nyelven). British Journal of Canadian Studies, 99–122. o. (2007)
- Phenix, Patricia. Private Demons: The Tragic Personal Life of John A. Macdonald, 1st hardcover (angol nyelven), Toronto: McClelland & Stewart (2006). ISBN 978-0-7710-7044-0
- Pope, Joseph. Memoirs of the Right Honourable Sir John Alexander Macdonald, G.C.B., First Prime Minister of The Dominion of Canada (angol nyelven). Ottawa: J. Durie & Son (1894)
- Sir John A.: An Anecdotal Life of John A. Macdonald (angol nyelven). Don Mills, Ontario: Oxford University Press Canada (1989). ISBN 978-0-19-540681-8
- Swainson, Donald. Sir John A. Macdonald: The Man and the Politician (angol nyelven). Kingston, ON: Quarry Press (1989). ISBN 978-0-19-540181-3

- Waite, P. B.. Macdonald: His Life and World (angol nyelven). Toronto: McGraw-Hill Ryerson Limited (1975). ISBN 978-0-07-082301-3

### Historiográfia
- Dutil, Patrice and Roger Hall, eds.. Macdonald at 200: New Reflections and Legacies (angol nyelven). Toronto: Dundurn (2014)
- Symons, Thomas H.B.. Macdonald's qualities as leader, builder withstand welcome wave of critiques (angol nyelven). Canadian Issues (2015)

### Elsődleges források
- Gibson, Sarah Katherine. Canada Transformed: The Speeches of Sir John A. Macdonald: A Bicentennial Celebration (angol nyelven). McClelland and Stewart (2014)
- Johnson, J.K.. Affectionately Yours: The Letters of Sir John A. Macdonald and His Family (angol nyelven). Toronto: The Macmillan Company of Canada, Ltd (1969)